# Ronny Korsberg
Tord Ronny Axner Korsberg, född 5 oktober 1952 i Lye församling, Gotlands län, är en svensk miljöpartistisk politiker, som mellan 1994 och 1998 var riksdagsledamot för Jönköpings läns valkrets.